# Лауфен-Увізен
Лауфен-Увізен (нім. Laufen-Uhwiesen) — громада  в Швейцарії в кантоні Цюрих, округ Андельфінген.

## Географія
Громада розташована на відстані близько 125 км на північний схід від Берна, 34 км на північ від Цюриха.
Лауфен-Увізен має площу 6,3 км², з яких на 12,4% дозволяється будівництво (житлове та будівництво доріг), 39,6% використовуються в сільськогосподарських цілях, 44,5% зайнято лісами, 3,5% не є продуктивними (річки, льодовики або гори).

## Демографія
2019 року в громаді мешкало 1761 особа (+16,5% порівняно з 2010 роком), іноземців було 13,8%. Густота населення становила 280 осіб/км².
За віковим діапазоном населення розподілялося таким чином: 19,4% — особи молодші 20 років, 59,4% — особи у віці 20—64 років, 21,2% — особи у віці 65 років та старші. Було 781 помешкань (у середньому 2,2 особи в помешканні).
Із загальної кількості 472 працюючих 76 було зайнятих в первинному секторі, 176 — в обробній промисловості, 220 — в галузі послуг.